# Cima Palon
La Cima Palon (2232 m) è la vetta più alta del massiccio del Pasubio, nelle Prealpi vicentine.
Situata alla testa della Val Canale, sull'impervio versante meridionale del massiccio, ha forma tondeggiante e rappresenta l'inizio dell'acrocoro sommitale del Pasubio, insieme alla vicina cima del Cogolo Alto, caratterizzata dai ruderi del rifugio del custode della Zona Sacra del Pasubio.
Raggiungibile agevolmente da varie vie, separa la Conca del Cosmagnon a ovest dall'Alpe del Pasubio a est; a nord la Selletta Damaggio separa la Cima Palon dal Dente Italiano.
Durante i combattimenti della prima guerra mondiale fu caposaldo del Regio esercito, importantissimo dal punto di vista strategico per la posizione dominante su tutta la zona dei campi di battaglia. Venne collegata con il vicino 
Dente Italiano da una galleria che prese il nome dal comandante della Brigata Liguria, Achille Papa.
Dalla sommità tondeggiante di Cima Palon si possono scorgere all'orizzonte tutte le Alpi Orientali, dalle Dolomiti di Brenta alle Pale di San Martino.